# Mockritz (Dresden)
Mockritz is een stadsdeel in het zuiden van de Duitse stad Dresden, in de deelstaat Saksen. Mockritz werd op 1 april 1921 door Dresden geannexeerd. De oudste schriftelijke vermelding van Mockritz is uit 1350. De oude dorpskern is nog goed behouden en het stadsdeel is ook tijdens de Tweede Wereldoorlog niet zwaar getroffen.

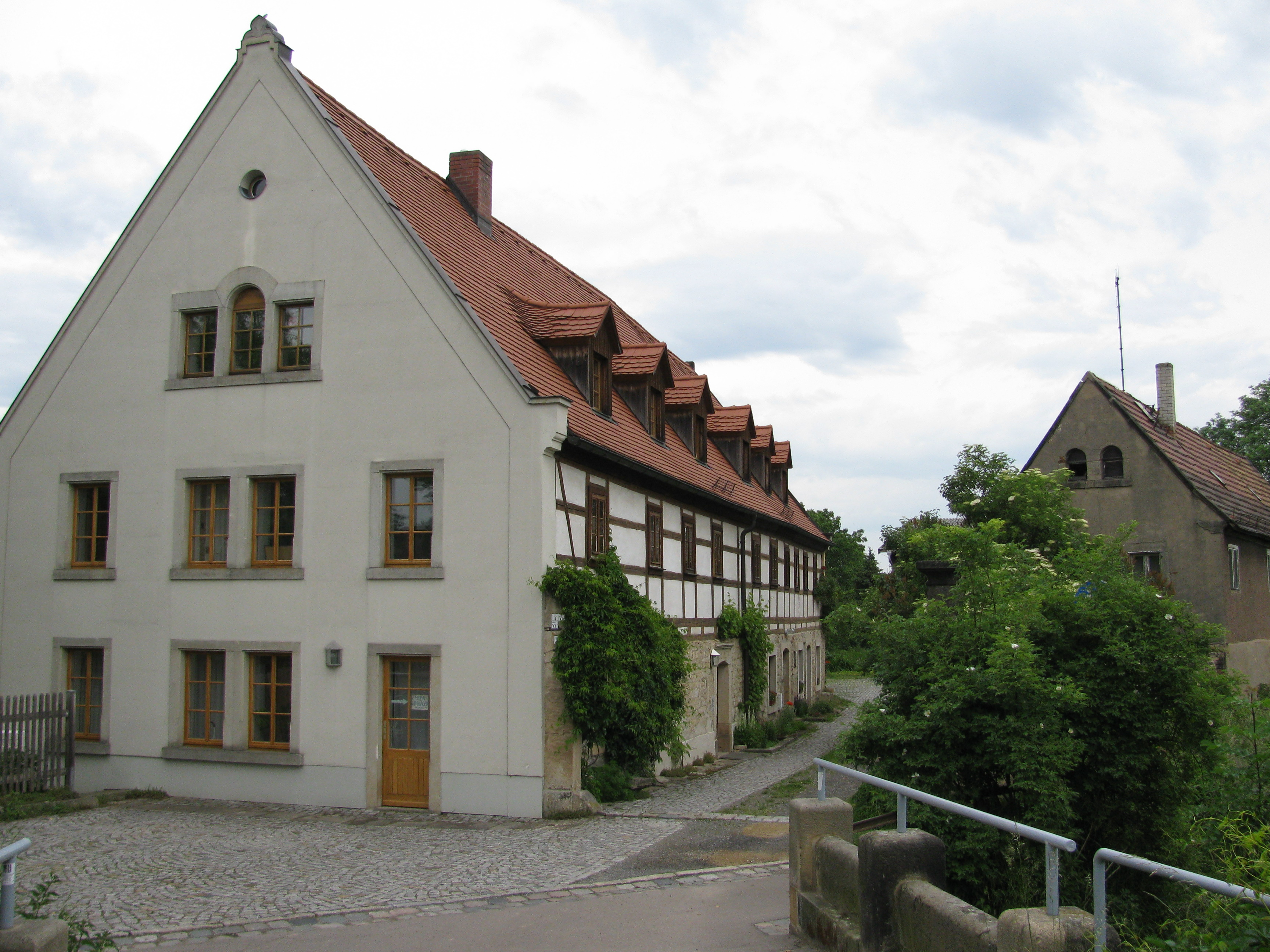
Bebouwing in de dorpskern